# Kamik (Svetac)
Kamik je majhen nenaseljen otok na odprtem morju v Jadranskem morju. Pripada Hrvaški. Nahaja se zahodno od otoka Svetac. Najvišji vrh je pri 40 mnm.